# Cabalministären
Cabalministären eller Cabalen var en rådgivande krets till Karl II av England mellan 1668 och ungefär 1674. Cabalministären anses vara en förlaga till det brittiska kabinettet. Den fick sin betydelse sedan kungens tidigare viktigaste minster, Edward Hyde Clarendon, kommit i onåd.
De fem mest tongivande ministrarnas initialer, Thomas Clifford, Henry Bennet Arlington (lord Arlington), hertigen av Buckingham, Anthony Ashley Cooper (lord Ashley) och John Maitland Lauderdale, bildar ordet CABAL (kabal, komplott, sammansvärjning). Det var dessa som skrev under Doverfördraget (The Treaty of Dover) med Frankrike, som gjorde de bägge länderna till allierade i ett möjligt krig mot holländarna. Cabalministären förtjänade dock inte sitt namn. Skotten Lauderdale lade sig inte mycket i hur England sköttes. Ministärens tre katoliker, Clifford och Arlington, hade inte mycket till övers för protestanterna Buchingham och Ashley, som i sin tur inte kom väl överens inbördes. Ministären som helhet stöttade kungens katolik- och Frankrikevänliga politik gentemot parlamentet, men på grund av de inre stridigheterna började ministären falla sönder. Sedan parlamentet undertecknat den katolikfientliga testakten tvingades kungen göra sig av med cabalministären. Ashley, som senare blev earl av Shaftesbury, blev småningom en av Karl II:s bittraste fiender. 
Det påstås ibland att det engelska ordet cabal härstammar från en akronym skapad av ministrarnas efternamn, men detta är en folketymologi. Sammanträffandet hade dock noterats av samtiden, och kan kanske ha spritt termens användning. Att gruppen benämndes The Cabal hade förmodligen mer att göra med dess benägenhet för hemlighetsmakeri.